# Ferrante I Gonzaga
Ferrante I Gonzaga, em Italiano Ferrante I ou Ferdinando I Gonzaga (28 de janeiro de 1507 – 15 de novembro de 1557), foi um nobre italiano, condottiero da Família Gonzaga que fundou o ramo cadete conhecido com os Gonzaga-Guastalla.

## Biografia
Nascido em Mântua, era o terceiro filho varão de Francisco II Gonzaga e de Isabella d'Este. Aos dezasseis anos foi enviado para a côrte dos reis de Espanha como pagem do futuro imperador Carlos V, a quem Ferrante permaneceu fiel toda a sua vida.
Em 1527 participou no Saque de Roma assistindo à coroação triunfal do imperador em Bolonha em 1530. Com a morte de Carlos III de Bourbon (1527) foi indigitado como comandante em chefe do exército imperial em Itália, sendo nomeado Cavaleiro da Ordem do Tosão de Ouro em 1531.
Defendeu Nápoles do assalto das tropas francesas comandadas por Odet de Foix, Visconde de Lautrec, e obteve a rendição da República de Florença, que se revoltara e expulsara os Médici. Por este feito, o Papa Clemente VII, nomeou-o governador papal de Benevento.
De novo, acompanhou Carlos V nas suas campanhas, desta vez contra os Turcos, em Tunis (1535) e em Argel (1543), com um contingente de 3.000 cavaleiros.
Carlos V nomeou-o Vice-Rei da Sicília (1535-1546). O ’’Forte Gonzaga’’, que dominava a cidade de Messina, foi assim batizado em sua honra. Posteriormente, foi nomeado governador de Milão (1546-1554), sucedendo no cargo a Afonso III d'Avalos. Durante o seu governo em Milão, Ferrante vê-se indirectamente envolvido na conjura que provocou a morte de Pedro Luís Farnésio, o 1º Duque de Parma, em Placência, contribuindo para alimentar os desacordos crescentes entre as dinastias Gonzaga e Farnésio nos decénios seguintes.
Em 1543 foi embaixador do imperador-rei a Henrique VIII de Inglaterra.

## Casamento e Novos feudos
Em 1534 Ferrante casou com Isabel de Cápua, cujo dote incluía os feudos de Molfetta e Giovinazzo, no Reino de Nápoles.
Em 1539 adquiriu o Condado de Guastalla, na margem esquerda do Rio Pó por 22.280 scudi de ouro à Condessa Ludovica Torelli. Foi uma aquisição estratégica: Guastalla localizava-se, por um lado, próximo de Mântua (a capital da família Gonzaga) e, por outro, próximo de Ferrara, cidade que o imperador pretendia tirar à Casa de Este.

## Descendência
Do seu casamento com Isabel, Ferrante teve 11 filhos:
1. Ana (Anna) (1531), morreu jovem;
2. César  (Cesare) (1533-1575), que sucedeu ao pai;
3. Hipólita (Ippolita) (1535-1563), casou em 1549 com Fabrizio Colonna, Príncipe herdeiro de Paliano; voltou a casar em 1554 com Antonio Carafa, duque de Mondragone;
4. Francisco (Francesco) (1538-1566), cardeal;
5. André (Andrea) (1539-1586), 1º marquês de Specchia e Alessano;
6. João Vicente (Gian Vincenzo) (1540–1591), cardeal;
7. Hércules (Ercole) (1545-1549);
8. Octávio (Ottavio) (1543-1583), Senhor de Cercemaggiore;
9. Filipe (Filippo), morreu jovem;
10. Jerónima (Geronima), morreu jovem;
11. Maria, morreu jovem.

## Patrono das artes

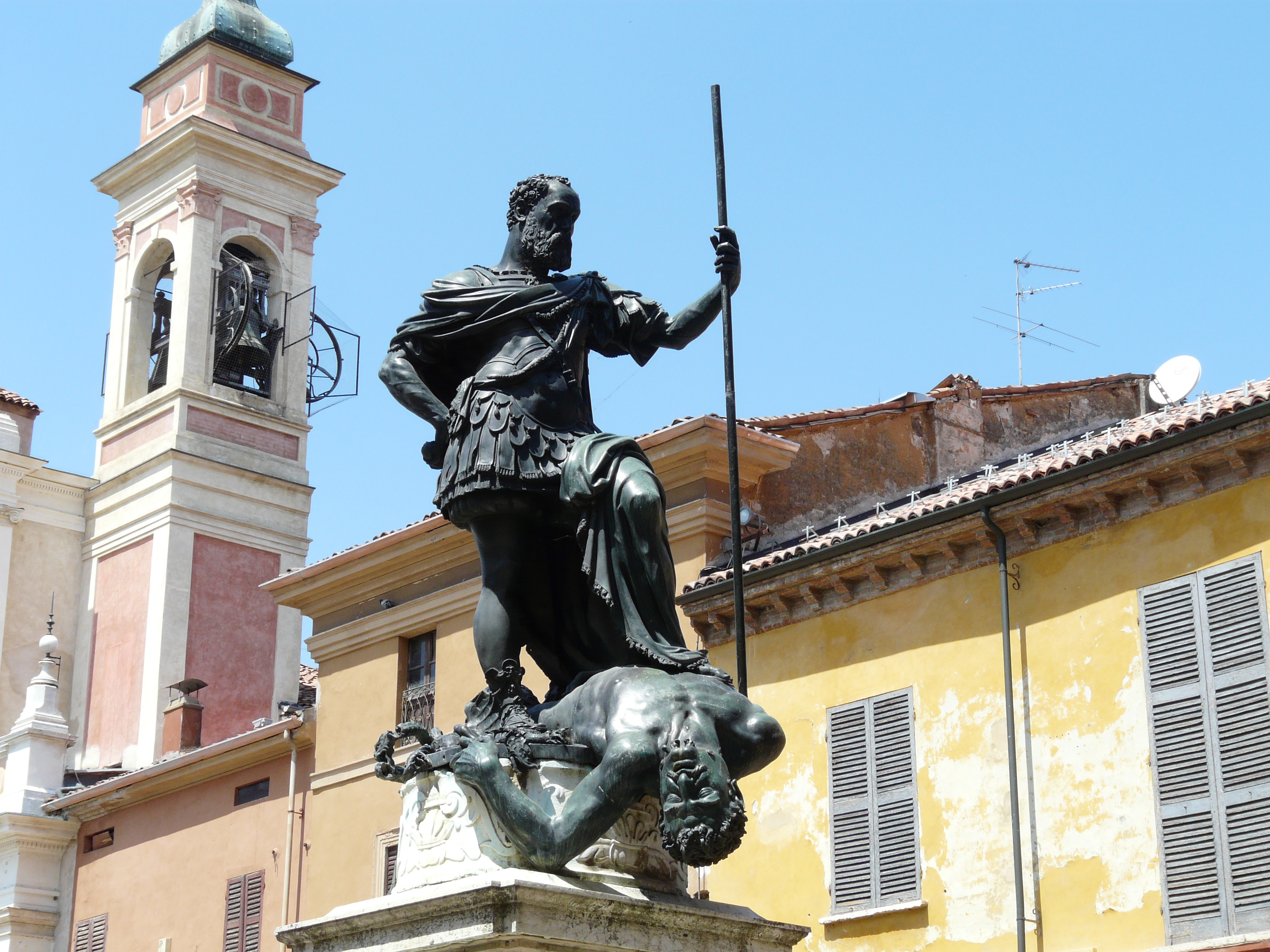
O Triunfo de Ferrante Gonzaga sobre a Inveja, por Leone Leoni, Guastalla, Itália.

A residência de Ferrante, próximo de Milão, a villa La Gualtiera (atualmente conhecida por La Simonetta) foi reconstruída nos anos 50 do século XVI, sob a direcção do arquitecto toscano Domenico Giuntallodi, oriundo de Prato.
Ferrante foi patrono e protetor do escultor e medalhista Leone Leoni, que executou uma medalha em bronze, no ano de 1555, que no verso apresenta Hércules que vence e ergue o Leão da Nemeia e com os dizeres TV NE CEDE MALIS, "Não cedas ao mal", aludindo à sua absolvição após ter sido acusado de apropriação ilícita de fundos e corrupção. O seu filho César, adjudicou a Leone a construção de um monumento em bronze, o Triundo de Ferrante Gonzaga sobre a Inveja (de 1564), erigido na Piazza Roma, na cidade de Guastalla.
Como todos os Gonzagas, Ferrante era um patrono dos mestres de tapeçaria: a série Fructus Belli ("os frutos da guerra"), entre outras, foi fabricado para si.

## Morte e sucessão
Ferrante veio a falecer em Bruxelas na sequência de uma queda de cavalo ocorrida na batalha de Saint-Quentin (1557) sendo sepultado na sacristia da Catedral de Milão.
Foi sucedido, em todos os seus domínios italianos, pelo seu filho mais velho, César I Gonzaga.

## Priorado de Sião
Nas teorias de conspiração, Ferrante seria alegadamente o décimo quarto Grão-Mestre do Priorado do Sião, de acordo com a versão encontrada nos Dossiês Secretos de Henri Lobineau.